# Erwin Schulz

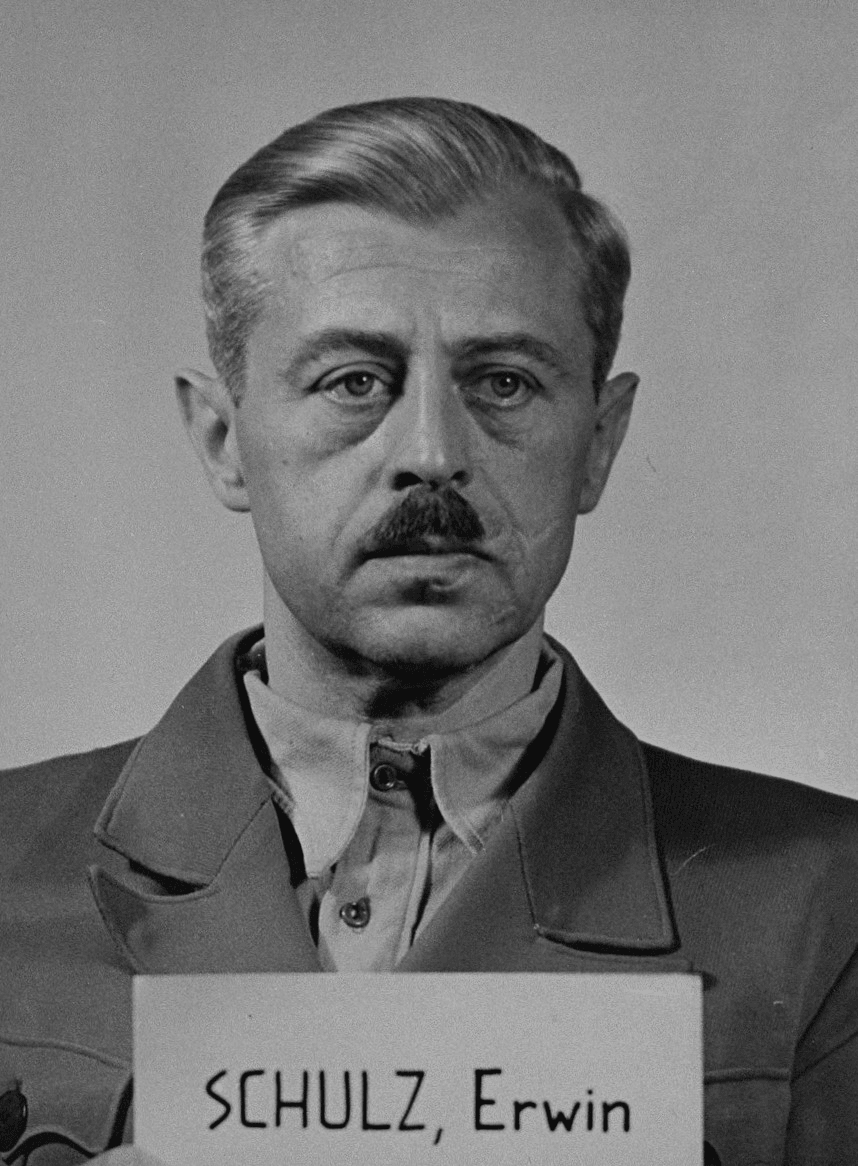
Erwin Schulz beim Einsatzgruppen-Prozess

Erwin Schulz, eigentlich Erwin Wilhelm Schulz, (* 27. November 1900 in Berlin; † 11. November 1981 in Bremen) war ein deutscher SS-Brigadeführer und Generalmajor der Polizei. Als Führer des Einsatzkommandos 5 (Ek 5) der Einsatzgruppe C war er für zahlreiche Massenmordaktionen im Reichskommissariat Ukraine verantwortlich.

## Leben
Schulz war der Sohn eines Verwaltungsinspektors bei den Wasserwerken in Berlin-Lichtenberg. Während des Ersten Weltkrieges besuchte er das Köllnische Gymnasium in Berlin. In der Unterprima meldete er sich im April 1918 als Kriegsfreiwilliger. Nach einer kurzen infanteristischen Ausbildung kam er aufgrund des Waffenstillstands im November nicht mehr an die Front. Stattdessen wurde er gegen die aufständischen Spartakisten in Berlin eingesetzt.
Ende 1919 absolvierte er das vereinfachte Abiturexamen für Kriegsteilnehmer. Da sein Vater das angestrebte Medizinstudium nicht finanzieren konnte, entschied er sich für ein Studium der Rechtswissenschaften. Nach zwei Semestern brach er jedoch sein Studium ab und schloss sich dem Freikorps Oberland an, das in Oberschlesien gegen polnische Aufständische kämpfte.
Nach seiner Rückkehr 1922 nahm er sein Studium nicht wieder auf, sondern nahm kurzzeitig eine Stelle bei der Dresdner Bank an. Im Frühjahr 1923 verließ er Berlin, ging nach Hamburg und hielt sich mit Gelegenheitsarbeiten über Wasser, bis er im Herbst dieses Jahres eine Ausbildung im Bremer Polizeidienst begann. 1926 wurde er zum Leutnant der Schutzpolizei ernannt. Schulz wechselte 1930 zur politischen Polizei und agierte verdeckt als Verbindungsmann zur NSDAP.
Zum 1. Mai 1933 trat er der NSDAP bei (Mitgliedsnummer 2.902.238) und wurde im November 1933 zum kommissarischen und 1935 zum endgültigen Chef der Gestapo in Bremen ernannt. Er wurde 1935 SS- und SD-Mitglied (SS-Nummer 107.484) und im März 1938 SS-Sturmbannführer und Regierungsrat.
Es folgten in kurzen Abständen Einsätze in Graz, Olmütz und Reichenberg. Im April 1940 wurde er Inspekteur der Sicherheitspolizei und des SD in Hamburg. Anfang 1941 wurde er als Gruppenleiter im Reichssicherheitshauptamt für Ausbildung und Schulung zuständig. Er leitete in dieser Zeit die 1. Führerschule der Sipo und des SD in Berlin-Charlottenburg.
Im Mai 1941 wurde er in Pretzsch von seinem Chef SS-Standartenführer Bruno Streckenbach angewiesen, das Einsatzkommando 5 (Ek 5) anzuführen. Das Ek 5 war Teil der Einsatzgruppe C (angeführt von SS-Gruppenführer Otto Rasch).
Von Juni 1941 bis April 1942 ermordete die Einsatzgruppe C in der Ukraine rund 150.000 Zivilisten und verübte unter anderem Ende September 1941 das Massaker von Babyn Jar. „Die Tätigkeit des Einsatzkommandos V erstreckte sich zu meiner Zeit auf die Gebiete um und in Brody, Dubnow, Berditschev und Skvira“, hat Schulz in einer eidesstattlichen Erklärung vor dem Kriegsverbrecher-Tribunal in Nürnberg erklärt. Verurteilt wurde er insbesondere wegen seiner Beteiligung an den Judenmorden in Lemberg.
Anfang August 1941, so erklärte Schulz selbst, hätte der Höhere SS- und Polizeiführer Friedrich Jeckeln die Kommandoführer der Einsatzgruppen angewiesen „schärfer gegen die Juden“ vorzugehen. Auch Frauen und Kinder seien zu erschießen „um keine Rächer entstehen zu lassen“. Dies sei für ihn Grund gewesen, sich an seinen Freund Streckenbach mit der Bitte zu wenden, ihn nach Berlin zurückzubeordern. Ende August 1941 war Schulz wieder in Berlin. Unter seinen Mittätern im Massenmord galt er als „weich“ wegen seiner Weigerung, auf Frauen und Kinder schießen zu lassen; es hieß, er „drücke“ sich. Seiner Karriere hat die Abberufung nicht geschadet. Im November 1941 wurde er zum SS-Oberführer befördert. Im Dezember 1942 löste er Bruno Streckenbach als Leiter des Amtes I (Personal) im Reichssicherheitshauptamt ab. Seine Nachfolger war dann am 1. April 1944 Erich Ehrlinger. Schulz selbst übernahm zum gleichen Zeitpunkt die Verantwortung als Inspekteur der Sicherheitspolizei und des SD (IdSuSD) im Wehrkreis XVIII - Salzburg. Nach sechs Wochen seiner Amtszeit wurde diese Stelle, auf Grund der besonderen Umstände, die sich aus dem Ausnahmezustand für das ganze Reichsgebiet ergaben, in eine Stelle das Befehlshabers der Sicherheitspolizei und des SD (BdS) umgewandelt. Begründet wurde das mit der drohenden Partisanengefahr aus dem besetzten jugoslawischen Gebiet. Bis Mai 1945 verblieb Schulz auf diesem Posten in Salzburg.

### Nach 1945
Im Nürnberger Einsatzgruppen-Prozess 1948 wurde SS-Brigadeführer Schulz zu 20 Jahren Gefängnis verurteilt und 1951 zu 15 Jahren begnadigt. Sein Verteidiger war Ernst Durchholz.
Als sich der Anwalt von Schulz an den Präsidenten des Bremer Senats, Bürgermeister Wilhelm Kaisen, wandte, „ob seitens der Bremischen Regierung eine Erklärung abgegeben werden könnte, dass gegen einen Gnadenakt für [Schulz] nichts einzuwenden ist“, antwortete der Leiter der Präsidialkanzlei, dass man dem Ersuchen „hier gern entspr[e]chen werde“. Mehrere Sozialdemokraten, u. a. der Innensenator Adolf Ehlers und Bürgermeister Wilhelm Kaisen setzten sich beim amerikanischen Hochkommissar Walter J. Donnelly für „unseren Staatspolizeimajor Schulz“ ein. Insbesondere der Pressesprecher des Senats, Alfred Faust, setzt sich für Schulz ein. Der SPD-Reichstagsabgeordnete Faust war nach einem Jahr im KZ Mißler entlassen worden und konnte mit seiner jüdischen Frau nach Berlin gehen, wo er für den Kaffee-Unternehmer Ludwig Roselius arbeitete – „unter Gestapo-Aufsicht“, wie er selbst später erklärte. Schulz kannte offenbar auch die Frau von Faust „aus mancherlei Gesprächen“ und richtete ihr aus der Haft in Landsberg „auf das Herzlichste“ Grüße aus. Der Historiker Hans Wrobel hat Hinweise darauf zusammengetragen, dass der Senat sich für die Begnadigung des Kriegsverbrechers eingesetzt hat auf dem Hintergrund von dessen Kenntnissen über V-Leute der Gestapo in Kreisen führender Bremer Sozialdemokraten.
Am 9. Januar 1954 wurde Schulz aus dem Kriegsverbrechergefängnis Landsberg auf Bewährung entlassen und erhielt in Bremen rückwirkend seine Dienstbezüge, eine Haftentschädigung und bis zu seiner Pensionierung ein Übergangsgeld.